# Puerta de Postojna
La puerta de Postojna, menos frecuente la brecha de Postojna (en esloveno: Postojnska vrata), que lleva el nombre de la ciudad local de Postojna, es un paso de montaña importante de los Alpes Dináricos. Se encuentra en el suroeste de Eslovenia, entre la meseta de Hrušica al norte y las colinas de Javornik al sur, a una altura de 610 metros (2001,3 pies). Se formó debido al hundimiento tectónico y la erosión fluvial del río Pivka, que en el Plioceno discurrió superficialmente en este tramo. El terreno está significativamente karstificado. Este paso relativamente ancho permite el paso más fácil desde el norte de Italia y el noroeste del mar Adriático hasta la llanura panónica, y tuvo un papel estratégico muy importante en el pasado. Hoy, una línea de ferrocarril y la autopista A1 eslovena la atraviesan.

## Historia
La puerta fue utilizada por una sección de la ruta del ámbar que conectaba las tierras bálticas con el Adriático. Se ha propuesto que el viaje de los argonautas se basa en la posibilidad de recorrer los ríos Danubio, Sava y Ljubljanica río arriba, cruzar la puerta de Postojna y llegar al mar Adriático río abajo en el lado occidental.
Era la parte central de la antigua puerta ilírica (o itálica) entre los Alpes del sureste y el golfo de Kvarner, que conectaba el norte de Italia al oeste y la llanura panónica al este. Los romanos eran conscientes de que su territorio principal estaba amenazado por el fácil acceso a través de la puerta de Postojna y crearon una red de caminos estratégicos, fortificaciones y murallas, la Claustra Alpium Iuliarum, para detener a posibles invasores. En el centro de estas fortificaciones se encontraba la fortaleza de Castra ad Fluvium Frigidum, en el valle del Vipava, que controlaba la vía romana entre Aquileia y Emona.
No obstante, la puerta Ilírica fue atravesada por los alemanes, los godos y los hunos. Hacia el año 600, los eslavos poblaron la zona y cruzaron la puerta para entrar en la península de Istria. En la Edad Media se construyeron varios castillos en las cercanías, como el de Predjama, el de Prem y el de Sovič.
En los tiempos modernos, la brecha fue cruzada por el Ferrocarril del Sur de Austria (Südbahn), el ferrocarril que se construyó entre 1839 y 1857 para conectar Viena a través de Ljubljana con Trieste.